# Glykosaminoglykane
Glykosaminoglykane (GAG) oder Mucopolysaccharide sind linear aus sich wiederholenden Disacchariden aufgebaute, saure Polysaccharide. Die einzelnen Disaccharid-Einheiten bestehen dabei aus einer Uronsäure (meist Glucuronsäure, seltener Iduronsäure, Uronsäure der Idose), die 1-3-glycosidisch mit einem Aminozucker wie N-Acetylglucosamin verbunden sind. Die Disaccharid-Einheiten der Ketten selbst sind 1-4-glycosidisch verknüpft. Teilweise sind die Glykosaminoglykane auch mit Schwefelsäure oder Essigsäure weiter verestert.
Mucopolysaccharide sind Bestandteile vieler biologischer Makromoleküle, etwa in großer Zahl kovalent an ein Protein gebunden in Form der Proteoglycane. Sie bilden das Gerüst vieler faserbildender Stoffe und besitzen durch ihre Fähigkeit, Wasser aufzunehmen, eine hohe Elastizität.
Je nach der Zusammensetzung der Disaccharideinheiten unterscheidet man verschiedene Untergruppen der Glycosaminoglykane:

## Hyaluronsäure (HA)

Struktur von Hyaluronsäure

Hyaluronsäure besteht aus β-(1→4)-glycosidisch miteinander verknüpften Glucuronyl-β-(1→3)-N-Acetylglucosamin-Disaccharideinheiten, wobei bis zu 50.000 aufeinander folgen können. Die Zuckereinheiten sind unsulfatiert. Hyaluronsäure liegt als amphipathische Helix vor und ist als einziges Glykosaminoglykan nicht an ein Proteinzentralfilament gebunden. Ein Hyaluronsäuremolekül kann durch Hydratisierung eine bis zu 10.000 Mal größere Raumbeanspruchung besitzen als das Volumen des Moleküls selbst, so dass sich schon bei niedrigen Konzentrationen ein viskoses Gel bildet. Damit dient es als biologisches Schmiermittel. Hyaluronsäure kommt im Knorpel, in der Gelenkschmiere, in der Nabelschnur sowie im Glaskörper des Auges vor. In den Fibroblasten wird die Hyaluronsäure aus D-Glucose synthetisiert.

## Heparin/Heparansulfat (HS)
Heparin besteht aus D-Glucuronsäure, die β-(1→4)-glycosidisch, bzw. L-Iduronsäure, die α-(1→4)-glycosidisch mit einem Glucosamin verknüpft ist. Die Bindung zwischen den verschiedenen Disacchariden ist α-(1→4)-glycosidisch. Die Aminofunktion des Glucosamins trägt häufig eine Acetylgruppe oder einer Sulfatgruppe. Zusätzlich sind O-Sulfatgruppen vorhanden. Heparansulfat ist strukturell mit dem Heparin verwandt, nur besitzt es weniger N- und O-Sulfatreste und mehr N-Acetylgruppen.

## Chondroitinsulfat/Dermatansulfat (CS/DS)

Struktur von Chondroitinsulfat

Chondroitinsulfat oder Chondritinsulfat besteht aus β-(1→4)-glycosidisch verknüpften Glucuronyl-β-(1→3)-N-Acetylgalactosamin-Disacchariden, wobei D-Glucuronsäure teilweise in L-Iduronsäure umgewandelt wird. Wenn mehr als 10 % des Uronats als Iduronat vorliegen, spricht man von Dermatansulfat. Der Grad der Sulfatierung von Chondroitinsulfat und Dermatansulfat beträgt etwa ein Sulfatrest pro Disaccharid. Das Sulfat in Chondroitinsulfat liegt als 4-Sulfat oder 6-Sulfat vor. Beim Dermatansulfat kann aufgrund Epimerisierung an C5 auch Glucuronat vorkommen.
Die molare Masse beträgt 10 bis 50 kDa.
Chondroitinsulfat kommt im Bindegewebe (besonders in Knorpel und Synovia) vor, Dermatansulfat vorwiegend im Bindegewebe der Haut.

## Keratansulfat (KS)
Die Disaccharideinheiten von Keratansulfat sind β-(1→3) verknüpfte Galactosyl-β-(1→4)-N-Acetylglucosaminreste. Beide Zucker können eine Sulfatierung am C6-Atom aufweisen. Pro Einheit treten 0,8–1,5 Sulfatgruppen auf. Keratansulfat ist in Knorpel, Cornea und Bandscheiben (Disci) vorhanden.